# Monte Gosen
Monte Gosen är en ort i Mexiko.   Den ligger i kommunen Tlapa de Comonfort och delstaten Guerrero, i den sydöstra delen av landet, 210 km söder om huvudstaden Mexico City. Monte Gosen ligger 1 153 meter över havet och antalet invånare är 190.
Terrängen runt Monte Gosen är kuperad. Runt Monte Gosen är det ganska tätbefolkat, med 108 invånare per kvadratkilometer. Närmaste större samhälle är Tlapa de Comonfort, 4,8 km sydväst om Monte Gosen. I omgivningarna runt Monte Gosen växer huvudsakligen savannskog.